# Faites comme si je n'étais pas là
Pour plus de détails, voir Fiche technique et Distribution.
Faites comme si je n'étais pas là est un film français de Olivier Jahan sorti en 2000.

## Synopsis
Éric est un adolescent solitaire, son passe-temps favori est d'espionner ses voisins avec des jumelles. Il a des rapports houleux avec son beau-père, et sa mère ne le comprend pas vraiment. Mais un jour un couple (Fabienne et Tom) va s'installer juste en face de chez lui, et sa vie va alors basculer…

## Fiche technique
- Titre original français : Faites comme si je n'étais pas là
- Réalisation : Olivier Jahan
- Scénario : Olivier Jahan, Michel Pouzol, Anne Perron
- Production : Mat Troi Day , Jérôme Vidal
- Musique du film : Cyril Moisson
- Directeur de la photographie : Gilles Porte
- Montage : Marie-France Cuénot, Nathalie Langlade
- Distribution des rôles : Brigitte Moidon
- Création des décors : André Fonsny
- Création des costumes : Coco Barandon
- Sociétés de production : Océan Films, Arte France Cinéma
- Format : couleur - 1,85:1 - 35 mm -  Son Dolby Digital
- Durée : 101 min
- Date de sortie en France : 17 janvier 2001

## Distribution
- Jérémie Renier : Éric
- Aurore Clément : Hélène
- Johan Leysen : René
- Sami Bouajila : Tom
- Alexia Stresi : Fabienne
- Emma de Caunes : Marie
- Nathalie Richard : Carole
- Pierre Berriau : Simon
- Léo Aguilar : Loïc
- Cédric Chevalme : Marek

## Autour du film
Olivier Jahan retrouve Emma de Caunes
Avant de jouer dans Faites comme si je n'étais pas là, la comédienne avait été dirigée à deux reprises par Olivier Jahan, dans deux courts métrages, Au bord de l'autoroute (1996) et Beaucoup trop loin (1998).
Olivier Jahan à propos de Jérémie Renier
« J'avais découvert Jérémie, comme tout le monde, dans La Promesse des frères Dardenne. Lorsque je l'ai vu au casting, il m'a semblé qu'il avait la justesse absolue qu'il fallait pour incarner Éric, un mélange de dureté et de fragilité, tout à la fois séduisant et ingrat, ange et démon. Il avait 18 ans pendant le tournage, et chaque jour, je le sentais évoluer. La caméra a capté sa transformation progressive. Jérémie est un acteur incroyablement instinctif. Sur son visage passe tout le mutisme, le désarroi et la dureté d'Éric. Il avait le film tout entier sur les épaules, et je suis heureux qu'il se soit approprié le personnage avec une telle force. »

## Distinctions
Présenté à la Quinzaine des réalisateurs au Festival de Cannes 2000, Faites comme si je n'étais pas là est le premier long métrage d'Olivier Jahan. Il explore à travers le personnage d'Éric les tourments et les doutes de l'adolescence.